# Real Club de Tenis Barcelona

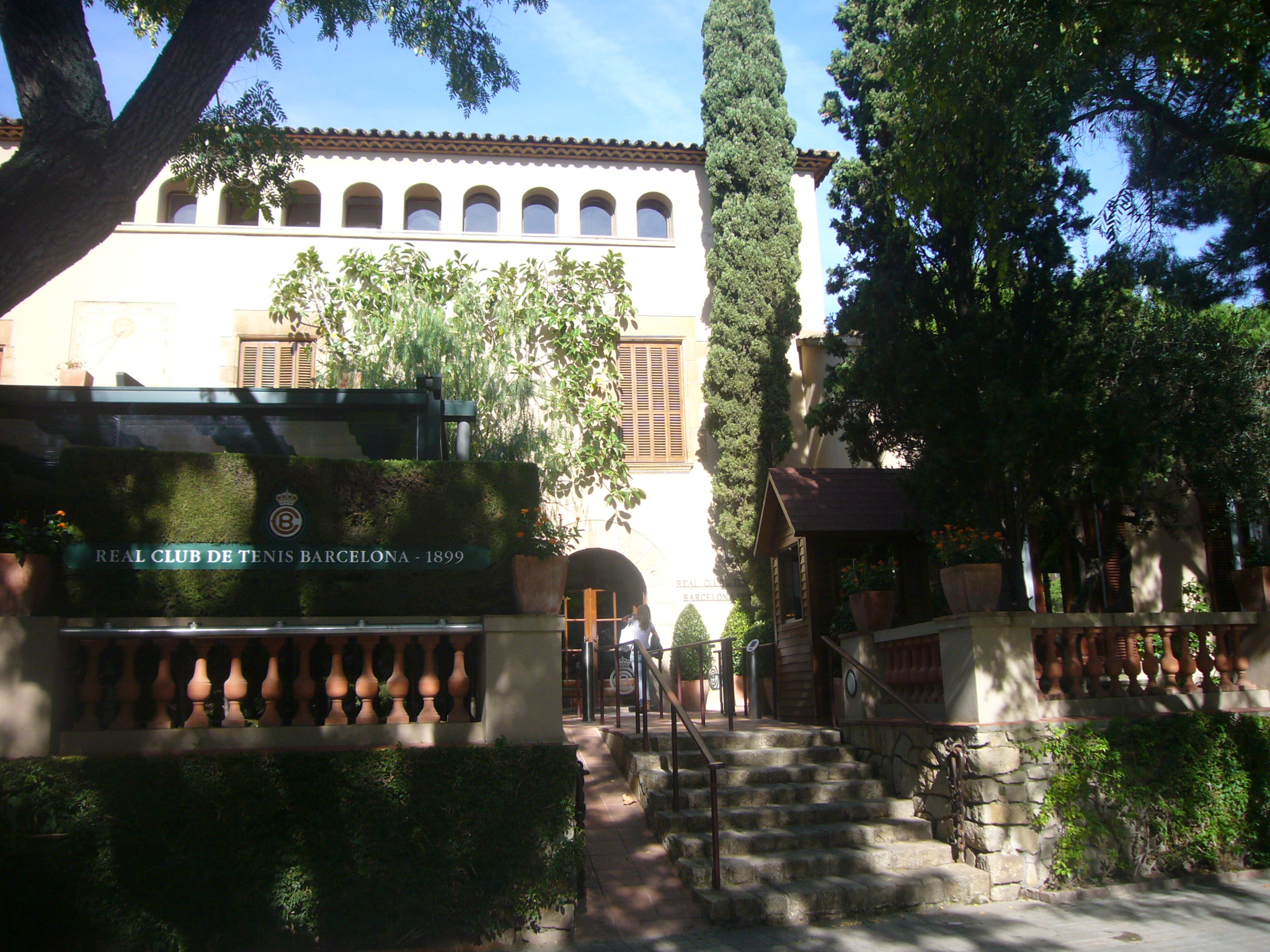
Tham gia câu lạc bộ,ở Pedralbes

Real Club de Tenis Barcelona 1899 là 1 câu lạc bộ tennis ở Barcelona, Tây Ban Nha. Câu lạc bộ có 18 sân đất nện, trong đó sân trung tâm có sức chứa 7,200 khán giả and và sân phụ khoảng 2,000 người. Kể từ khi chuyển về vị trí hiện tại nằm ở phía tây bắc thành phố năm 1953, câu lạc bộ là nơi tổ chức giải Open Godó nằm trong hệ thống ATP World Tour's 500 Series. Câu lạc bộ đôi khi cũng là sân nhà của đội tuyển Davis Cup Tây Ban Nha, trong đó có trận chung kết năm 1965.
Tên ban đầu của câu lạc bộ là Lawn-Tennis Club Barcelona.Năm 2017, sân trung tâm được gọi là w"Pista Rafa Nadal" sau nhưng thành tích vĩ đại của Rafael Nadal.

## Liên kết khác
- Official website (tiếng Catalunya) (tiếng Tây Ban Nha) (tiếng Anh)